# Supermercat fantasma
El terme supermercat fantasma, botiga fosca, supermercat fosc o centre dotcom fa referència a un centre comercial o centre de distribució que s’adreça exclusivament a les compres en línia. Un supermercat fantasma és generalment un gran magatzem que es pot utilitzar per facilitar un servei de "fer clic i recollir", on un client recull un article que hagi demanat en línia o com a plataforma de compliment de comandes per a vendes en línia. El format es va iniciar al Regne Unit i la seva popularitat també s’ha estès a França, seguida de la resta de la Unió Europea, Rússia, i també als Estats Units.

## Concepte

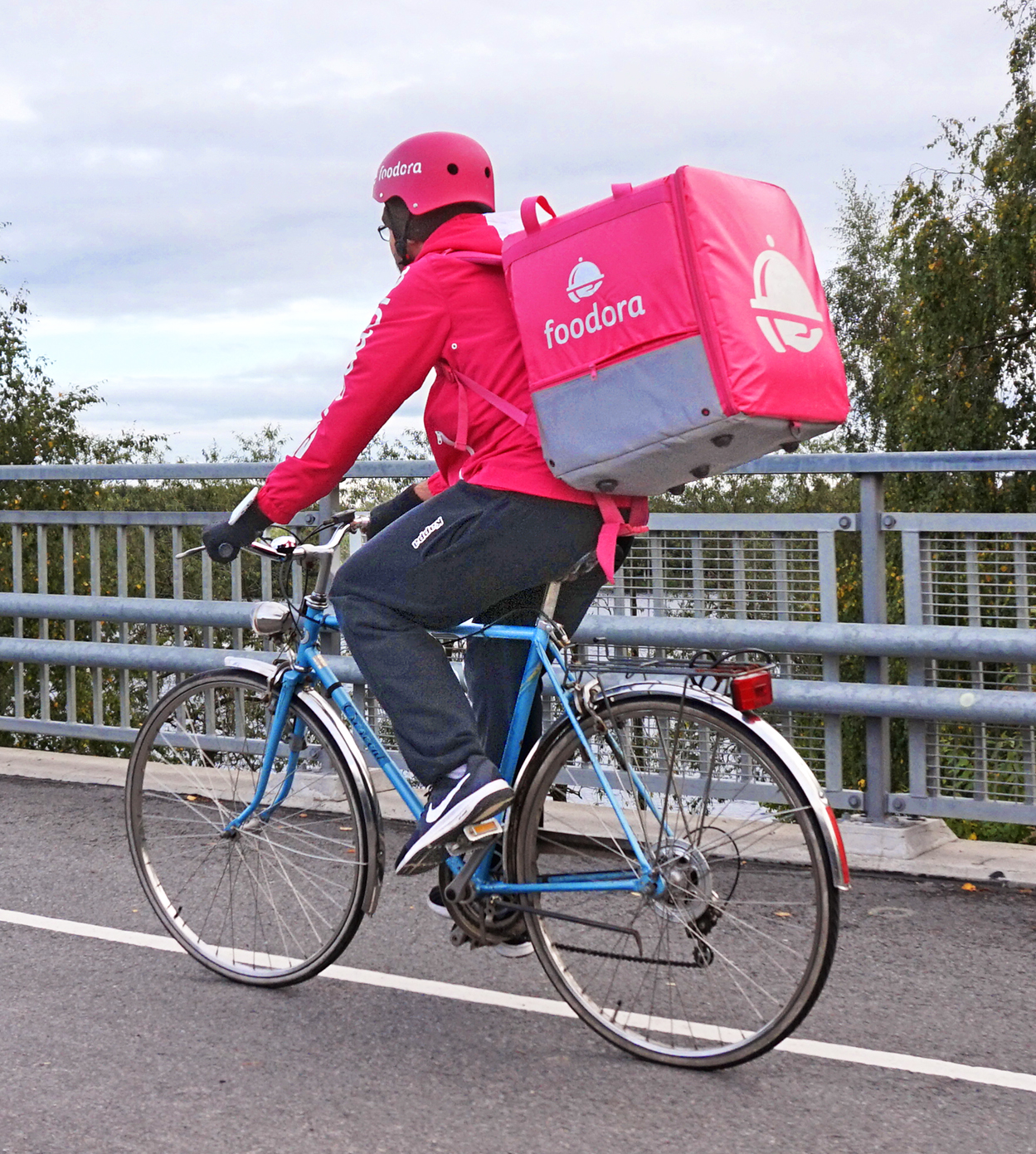
Lliurament a domicili de Foodora en bicicleta a Tampere (Finlàndia)

No obert al públic, l’interior d’un supermercat fantasma pot aparèixer com un supermercat convencional, disposat amb passadissos de prestatges que contenen queviures i altres articles al detall. Tanmateix, sense haver de tractar amb clients al detall, les botigues no es troben al carrer principal ni als centres comercials, sinó sobretot a les zones preferides per tenir bones connexions per carretera. Els edificis en si mateixos són sovint utilitaris i indescriptibles des de l'exterior A l’interior, les botigues no disposen d’assistents que ofereixen assessorament sobre productes, taulells de sortida i mostres de punts de venda.
Després de processar les comandes rebudes a través d’Internet, les comandes s’envien a les instal·lacions. I aquestes comandes generades electrònicament, són processades i encaminades segons el disseny de la botiga per obtenir una selecció òptima, per ser recollides pels empleats de la botiga, coneguts com a "compradors personals" (col·loquialment "pickers"), que treballen durant tot el dia complint les comandes mostrades en una tauleta connectada al seu carretó de compres. Sovint es pot recollir més d’una comanda simultàniament.
La cadena de supermercats multinacional i minorista de mercaderies en general Tesco, va obrir una "quarta generació de botigues dotcom" a Erith l'octubre de 2013, amb una gamma de productes molt més gran (30.000 línies) i un major grau de mecanització que aporta articles als recol·lectors en lloc de requerir-los que recullin manualment productes individuals. Les comandes complertes són lliurades al client per una flota de furgonetes. Una hora determinada del dia, generalment a primera hora del matí, es reserva per a la reposició d’estoc. Als Estats Units, Toys-R-Us va adoptar una versió del model de supermercat fantasma, però utilitzant les botigues existents com a magatzems. Les operacions tradicionals i en línia convergeixen a mesura que l'empresa usa el seu inventari aparcat per lliurar comandes en línia.
Tot i que els supermercats fantasma més populars serveixen queviures, alguns d’ells són botigues de roba, cosa que ajuda les marques a reduir els costos. Aquests supermercats fantasma són menys costosos d’operar no només perquè es troben en zones de lloguer més econòmiques, sinó també a causa del cost de recollida reduït. Un supermercat fantasma concret costa a una empresa al voltant de 12 lliures esterlines (uns 14,15 euros), que és significativament inferior al cost de 18 a 20 lliures esterlines (uns 21,22-23,58 euros) per comanda de supermercat en un establiment tradicional.

## Creixement de botigues
El primer supermercat britànic que va provar el concepte d'una botiga específica per a productes en línia va ser Sainsbury's, que va operar un centre de distribució a Park Royal a Londres durant els primers anys de la dècada de 2000, però el minorista va tancar el punt de venda a causa d'una baixa quantitat de comandes. Va passar més d’una dècada després, i l’octubre del 2013 es van anunciar plans per a un altre establiment a Bromley-by-Bow, a l'est de Londres.
El terme "dark store" o supermercat fantasma no aparegué concretament al Regne Unit fins a l'any 2009 quan Tesco va obrir el seu primers supermercats d'aquesta mena a Croydon, Surrey, i Aylesford, a Kent. En aquells temps, Tesco rebia al voltant de 475.000 ordres de comandes per setmana que s’estaven complint des dels seus supermercats al detall existents. Llavors els supermercats van començar a obrir dark stores per facilitar la distribució a les zones geogràfiques on hi havia una gran demanda de lliurament en línia. I fou així que les empreses de venda al detall començaren a operar amb supermercats fantasma i flotes de camions lleugers per lliurar comandes realitzades en línia, particularment a les zones urbanes interiors, evitant interrupcions en les operacions de botigues fora de línia.
Tesco va considerar el format de supermercat fantasma com una forma més eficient d’afrontar l'expansió de les vendes en línia. El detallista planejava obrir un supermercat fosc a l'any "en un futur previsible". I el 2013, Tesco havia obert sis centres dotcom a Londres i als voltants, i era responsable del 47,5% de les entregues en línia realitzades al Regne Unit. L'últim d'ells va ser una botiga que es va obrir a Erith l'octubre del 2013 i que la publicació de la indústria Retail Gazette va descriure com una "botiga dotcom de quarta generació" a causa de l’èmfasi més gran en un sistema mecanitzat que portava articles als recol·lectors en lloc de requerir-ne la recollida dels productes individuals manualment, mentre els productes refrigerats es transportaven directament des de la nevera fins a la furgoneta de repartiment. La botiga Erith tenia una gamma de 30.000 productes i també una capacitat per processar 4.000 comandes en línia al dia.
El novembre del 2012, Zoe Wood de The Guardian va informar que diversos supermercats fantasma havien estat obertes per les principals cadenes de supermercats del Regne Unit, incloses Tesco i Waitrose, amb altres de planificats. Waitrose va obrir el seu primer centre de distribució en línia al lloc d’un antic magatzem de John Lewis a Londres l’abril de 2011 i el setembre de 2013 va anunciar els plans d’un segon centre construït específicament a Coulsdon que s’obriria el 2014. La companyia havia utilitzat prèviament el servei de distribució d'Ocado per enviar els seus productes als clients, però desitjava començar a desplegar el seu propi servei de lliurament.
El 2020, el venedor al detall nord-americà Whole Foods, propietat d'Amazon, va obrir la seva primera dark store en línia construïda específicament a Brooklyn.

## Conflictivitat
Aquesta mena de supermercats fantasma han despertat suspicàcies per la seva instal·lació en carrers interurbans poc transitats, que veuen com el trànsit de vehicles augmenta exponencialment amb l'obertura d'aquests punts de distribució massius. També han generat queixes pel fet d'ocupar la via pública amb repartidors que hi esperen a la porta i ocupen constantment la via pública per a una activitat privada —sense pagar cap taxa ni impost municipal. A més, produeixen recels les condicions laborals dels seus treballadors puix l'alt grau d'exigència en un repartiment ràpid de les comandes, que arriba a la imposició d'un sistema de cronometratge d'uns pocs minuts (al voltant d'uns deu) per fer arribar cada comanda. La gran activitat d'aquests supermercats pot arribar a les 1.500 comandes en un sol dia, fet que obliga també a una gran descàrrega de mercaderies de forma constant a l'establiment i un increment de l'impacte ambiental i sonor.